# Dino Verzini
Dino Verzini (Zevio, província de Verona, 26 de novembre de 1944) és un ciclista italià, ja retirat, que va competir durant les dècades de 1960 i 1970.
Es dedicà al ciclisme en pista, aconseguint el Campionat del món en Tàndem de 1967, així com diversos campionats nacionals d'esprint i tàndem. Va participar en els Jocs Olímpics de 1968 i 1972. Era fill del també ciclista Tullio Verzini.

## Palmarès
- 1967
  -  Campió del món amateur en tàndem (amb Bruno Gonzato)
- 1972
  -  Campió d'Itàlia en tàndem (amb Ezio Cardi)